# Imani Tate
Imani Ty Leah Tate (Bronx, 7 dicembre 1995) è una cestista statunitense con cittadinanza americo-verginiana.

## Carriera
Con le Isole Vergini Americane ha disputato due edizioni dei Campionati americani (2019, 2021).